# Kontiguität (Linguistik)
Kontiguität (lateinisch contiguus „angrenzend“) bezeichnet in der Semantik eine textkonstituierende Relation zwischen Lexemen, die der gleichen semantischen Ebene angehören. Während die Wiederaufnahme von Lexemen durch Proformen – u. a. im Relativsatz – satzübergreifende Referenz erzeugt, bilden Kontiguitätsbeziehungen das semantische Gerüst eines Textes, z. B. durch: 
- logische Kontiguität: Frage – Antwort, Start – Landung, Anfang – Ende
- ontologische Kontiguität: Pflanze – Wurzel, Schwein – grunzen
- kulturelle Kontiguität: Operation – Krankenhaus, Zug – Schiene
- situative Kontiguität: hier – da, Ich – Du

Kontiguitäten repräsentieren damit auch Wissensfelder, z. B. durch die Verwendung eines Lexems in einer bestimmten Kollokation:
- „drehen“ und „Wind“ in einem meteorologischen Zusammenhang,
- „schlagen“ und „Sahne“ in einem Kochrezept,
- „Crash“ und „Kurs“ in einem Börsenbericht.

Kontiguität ist innerhalb der Anaphorik konstitutives Merkmal sogenannter „indirekt anaphorischer“ Beziehungen (Bridging).